# Pont-de-l’Isère
Pont-de-l’Isère település Franciaországban, Drôme megyében. Lakosainak száma 3683 fő (2022. január 1.). Pont-de-l’Isère Beaumont-Monteux, Châteauneuf-sur-Isère és La Roche-de-Glun községekkel határos.

## Népesség
A település népességének változása:
| Lakosok száma | 1135 | 2477 | 2770 | 2620 | 3145 | 3363 | 3503 | 3573 | 3608 | 3683 |
|               | 1968 | 1982 | 1990 | 2006 | 2013 | 2015 | 2017 | 2019 | 2020 | 2022 |